# غراهام هاريل
غراهام هاريل (بالإنجليزية: Graham Harrell)‏ هو لاعب كرة قدم أمريكية ولاعب كرة قدم كندية أمريكي، ولد في 22 مايو 1985 في براونوود في الولايات المتحدة.

## وصلات خارجية
- غراهام هاريل على موقع مرجع كرة القدم المحترفة.كوم (الإنجليزية)
- غراهام هاريل على موقع كلية كرة القدم في سبورتس رفرنس.كوم (الإنجليزية)